# Anatoli Liàdov
Anatoli Liàdov (rus: Анато́лий Константи́нович Ля́дов)  (Sant Petersburg, 11 de maig de 1855 - Borovitxí, 28 d'agost de 1914), nom complet amb patronímic Anatoli Konstantínovitx Liàdov, fou un director d'orquestra i compositor rus.
El seu pare, Konstantín Liàdov era director del Teatre Mariïnski. De ben jove entrà al Conservatori de la seva ciutat nadiua de la qual fou expulsat per la seva manca d'assistència, i curiosament anys després en seria nomenat professor d'harmonia i composició i tingué entre altres alumnes que més tard serien els compositors com Aleksandr Matvéievitx Jitómirski, Vladímir Sxerbatxov, Wladimir Michailowitsch Deschewow, Serguei Bortkiewicz, Làzar Saminski i els lituans Mykolas Bukša i Stasys Šimkus.
Cultivà preferentment la música popular, reunint una col·lecció de cants russos per la societat geogràfica d'aquell imperi. Són sobretot conegudes les Vuit cançons russes.
Fou deixeble de Nikolai Rimski-Kórsakov, i va compondre algunes obres per a orquestra, estudis, masurques, balades, etc., per a piano.
També va compondre una sèrie d'il·lustracions musicals per La núvia de Messina.